# میلی اسکات
میلی اسکات (به انگلیسی: Milly Scott) (زاده ۲۹ دسامبر ۱۹۳۳) خواننده هلندی است.
او نماینده هلند در یوروویژن ۱۹۶۶ بود.